# Руководство на месте
Руково́дство на ме́сте (кор. 현지지도?, 現地指導?, Хёнчжи чидо) — практика регулярного посещения верховными руководителями КНДР различных объектов инфраструктуры страны, во время которого осуществляется выдача указаний; специфический социальный институт в северокорейском обществе.
Масштаб объектов руководства, как правило, очень широк — от промышленных предприятий и населённых пунктов до научно-исследовательских учреждений, строек, учебных заведений, детских садов и больниц.
Практика непосредственного руководства получила широкое распространение при Ким Ир Сене и была продолжена его преемниками — Ким Чен Иром и Ким Чен Ыном.

## История
Существует точка зрения, что идея «руководства на месте» была вдохновлена концепцией «линии масс», выдвинутой Мао Цзэдуном.
В КНДР считается, что первая служебная поездка Ким Ир Сена на предприятие, в рамках которой им было осуществлено «руководство на месте», состоялась ещё в сентябре 1945 года. Тогда он посетил Пхеньянскую зерноперерабатывающую фабрику. Однако Ким Ир Сен в этот период ещё не был главой государства и в 1940-е годы такие поездки не были регулярными и запланированными.
Первая служебная поездка Ким Ир Сена как институционализированный акт руководства на месте состоялась в декабре 1956 года, когда он приехал на Кансонский сталелитейный завод. В своём выступлении перед сотрудниками предприятия он положил начало движению Чхоллима, которое ставило целью повышение производительности труда. Впоследствии Ким Ир Сен неоднократно развёртывал различные политические кампании и выдвигал разного рода нововведения в рамках подобных поездок по стране.
Так, в 1960 году в ходе посещения Ким Ир Сеном села Чхонсанни уезда Кансо им был разработан метод Чхонсанни — подход к политическому руководству сельским хозяйством, который предписывал партийным и хозяйственным руководителям спускаться в низы, вести идеологическую работу и воодушевлять трудовые коллективы на выполнение и перевыполнение производственных заданий. Новый метод позднее охватил всю партийную работу в целом и в существенной мере поспособствовал распространению института руководства на месте. А в 1961 году Ким Ир Сен, осуществляя руководство на месте Тэанским электромеханическим заводом сформулировал принципы новой системы управления промышленностью, получившей название Тэанской системы.
В 1994 году, после смерти Ким Ир Сена, руководителем КНДР стал его сын — Ким Чен Ир, и при нём практика руководства на месте была продолжена. Некоторые исследователи, однако, утверждают, что при Ким Чен Ире непосредственное руководство стало более формализованным и приняло более символический характер. В отличие от Ким Ир Сена, отдававшего приоритет посещению народнохозяйственных объектов, Ким Чен Ир делал упор на военные объекты. Более половины служебных поездок Ким Чен Ира пришлись на военные части или на объекты, так или иначе связанными с вооружёнными силами, что обусловлено проводимой в период его правления политикой сонгун — приоритета армии во всех государственных делах.
При Ким Чен Ыне практика непосредственного руководства также находит широкое применение — он часто совершает служебные поездки по стране, посещая различные объекты.

## Цели и задачи
Исследователи склонны полагать, что руководство КНДР посредством осуществления непосредственного руководства преследует различные цели. Лим Чжэ Чхон отмечает, что для Ким Ир Сена — основоположника данной практики — руководство на месте было средством мобилизации масс для достижения экономических задач путём прямого обращения к ним. Кроме того, как пишет исследователь, руководство на месте помогало Ким Ир Сену понять, реализуется ли проводимая партией политика так, как задумано, а также использовалось для борьбы с бюрократизмом. 